# بریزش
«بریزش» (انگلیسی: Pour It Up) ترانه‌ای از خواننده اهل باربادوس ریانا برای هفتمین آلبوم استودیویی خود، ناعذرخواهانه (۲۰۱۲) است. این ترانه در ۸ ژانویه ۲۰۱۳ به عنوان یک تک‌آهنگ و سومین تک‌آهنگ از آلبوم در ایستگاه‌های رادیویی شهری در ایالات متحده سرویس داده شد.